# Toruń
Toruń (kiejtéseⓘ IPA: ['tɔruɲ]; kiejtéseⓘ németül Thorn ['torn], kasub nyelven Torń ['tɔrɲ], régi magyar neve: Toronya) város Észak-Lengyelországban a Kujávia-pomerániai vajdaságban a Visztula partján. 1921 és 1939 között a Pomerániai vajdaság, 1999 előtt a Toruńi vajdaság székhelye. Toruń belvárosa a UNESCO világörökség része.

## Nevének eredete
A legkorábbi oklevelekben a város neve Thorun, Turon, Turun, Toron és Thoron alakban szerepel. A 15. századtól használatos mai formájában. A Német Lovagrend időszakában németül Thorun alakban szerepel. majd ez Thorn alakra módosult. A lengyel királyok uralma alatt latinul Thorun, Thorunium, civitas Thorunensis, vagy civitas Torunensis alakban említik.
A város nevére több magyarázat is született:
- Származhat az egykori Jeruzsálemi Királysághoz tartozott Toron várának nevéből, ahol a keresztes hadjáratok alatt a német lovagok is szolgáltak.
- Származhat a lengyel tor szóból, mely útirányt, folyásirányt jelöl.
- Származhat a Toron személynévből.
- Származhat a Tarnów helynévből, mely a lengyel tarnina (egy vízinövény fajta) szóból ered. Ez később a németben Thorn alakra változhatott és ebből lett a lengyel Toruń. Sok lengyel város neve ment át az idők során hasonló átalakuláson.
- Végül származhat az ősi germán isten Thor nevéből is.

## Története
Toruń eredetileg egy nyugat-mazoviai kis település volt. 1226-ban I. Konrád mazoviai herceg a Német Lovagrendnek adta, hogy megvédjék országát a pogány poroszoktól.
A lovagrend 1230-31-ben a kis lengyel falu mellé várat épített és a vár köré áthelyeződött növekvő település 1233-ban városi jogokat kapott. Ez a mai Óváros területe, mely a következő évtizedekben fontos kereskedelmi központtá fejlődött. 1236-ban a városban ferences szerzetesek telepedtek le, majd őket 1239-ben a domonkos rendiek követték. 1264-ben a régi város mellett létrejött az Újváros. A két város különállása 1454-ig tartott, amikor az Ó- és az Újváros egyesült. A 13. században Toruń csatlakozott a Hanza-szövetséghez. Itt írták alá a lengyel-litván-német háborút (1409-1411) lezáró toruńi békét. Toruń, Elbląg, Gdańsk és a porosz nemesség 1440-ben megalakították a Porosz Konföderációt. 1454-ben városi kiváltságai visszaadása fejében Toruń elismerte a lengyel király uralmát és a Német Lovagrend elleni szövetség tagja lett. 1466-ban a második toruńi békében a Német Lovagrend kénytelen volt átengedni Nyugat-Poroszországot a lengyel királynak. Abban az időben Toruń az egyik leggazdagabb lengyel város volt. A 16. században a város lakói nagyrészt a reformáció hívei lettek. A város kiváltságait az olivai békeszerződésben is megerősítették.

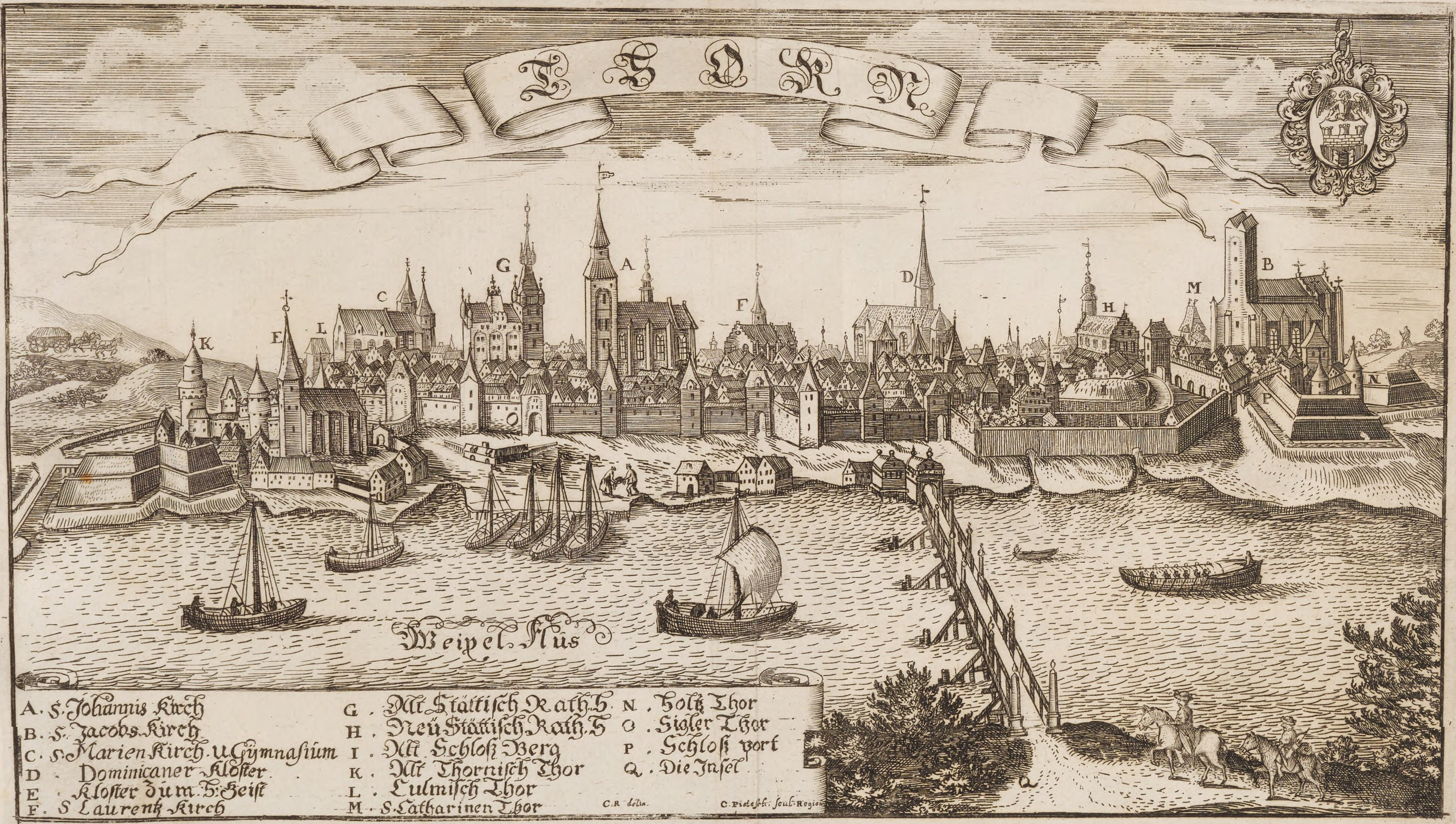
Toruń látképe 1684-ből

A 17. század elejére a helyi hatalom a városi tanács kezeibe tevődött át. A protestáns városatyák kiközösítették és üldözték a katolikus tisztviselőket és megpróbálták megakadályozni a katolikusok beözönlését a városba. Rendszeresen zaklatták a Szent János-templom jezsuita atyáit is.
1724-ben Miasszonyunk-körmenetet a katolikus diákok és lutheránus bámészkodók közötti verekedés zavarta meg, ennek nyomán a polgármester letartóztatott néhány katolikus diákot, a katolikusok viszont lutheránusokat fogtak el. A csőcselék megszállta és kirabolta a jezsuita kollégiumot. A jezsuiták a város elöljáróit hibáztatták, hogy nem képesek rendet tartani a városra, a lutheránusok szerint a felelősség a jezsuitáké volt, mert rátámadtak az őrökre, akiket a polgármester a kollégium védelmére küldött. A jezsuiták vallomása alapján a varsói királyi törvényszék a polgármestert és helyettesét, valamint tizenöt polgárt halálra ítélt. Az ítéleteket 1724. december 7-én hajtották végre, két kivétellel: egy kegyelmet kapott a királytól, egy pedig áttért katolikus hitre. Az esemény „thorni vérfürdő” néven vált ismertté.
Lengyelország második felosztásakor 1793-ban a várost Poroszországhoz csatolták. 1807-ben a Napóleon által megalakított Varsói Hercegség része lett, de a franciák veresége után 1814-ben újra visszakerült Poroszországhoz, a Poseni Nagyhercegség részeként. A város körüli erődrendszert az 1870. évi  francia-porosz háború francia hadifoglyai építették. A következő évben Thorn Poroszország részeivel együtt a Német Birodalom része lett. Az 1919. évi Versailles-i békeszerződéssel a város a lengyel korridorral együtt visszakerült Lengyelországhoz és a Pomerániai vajdaság székhelye lett. Az 1910-ben még a város 55%-át alkotó németek a második világháború előestéjére már csak 4%-ot tettek ki az erős lengyelesítés miatt. Másrészt – Lengyelország felosztása idején a város erőteljes németesedése és a németek tömeges beáramlása volt a gyarmatosítás céljából (1793-1918). 1939-ben Toruńt bekebelezte a Német Birodalom és Danzig-Nyugat-Poroszország tartomány része lett. Ebben az időszakban ismét Thorn néven szerepelt, csak 1945-ben szabadította fel a Vörös Hadsereg és került vissza Lengyelországhoz, immáron véglegesen. A háború után a németeket erőszakkal kitelepítették a környékről, zömében Kelet-Németország területére.

## Nevezetességei

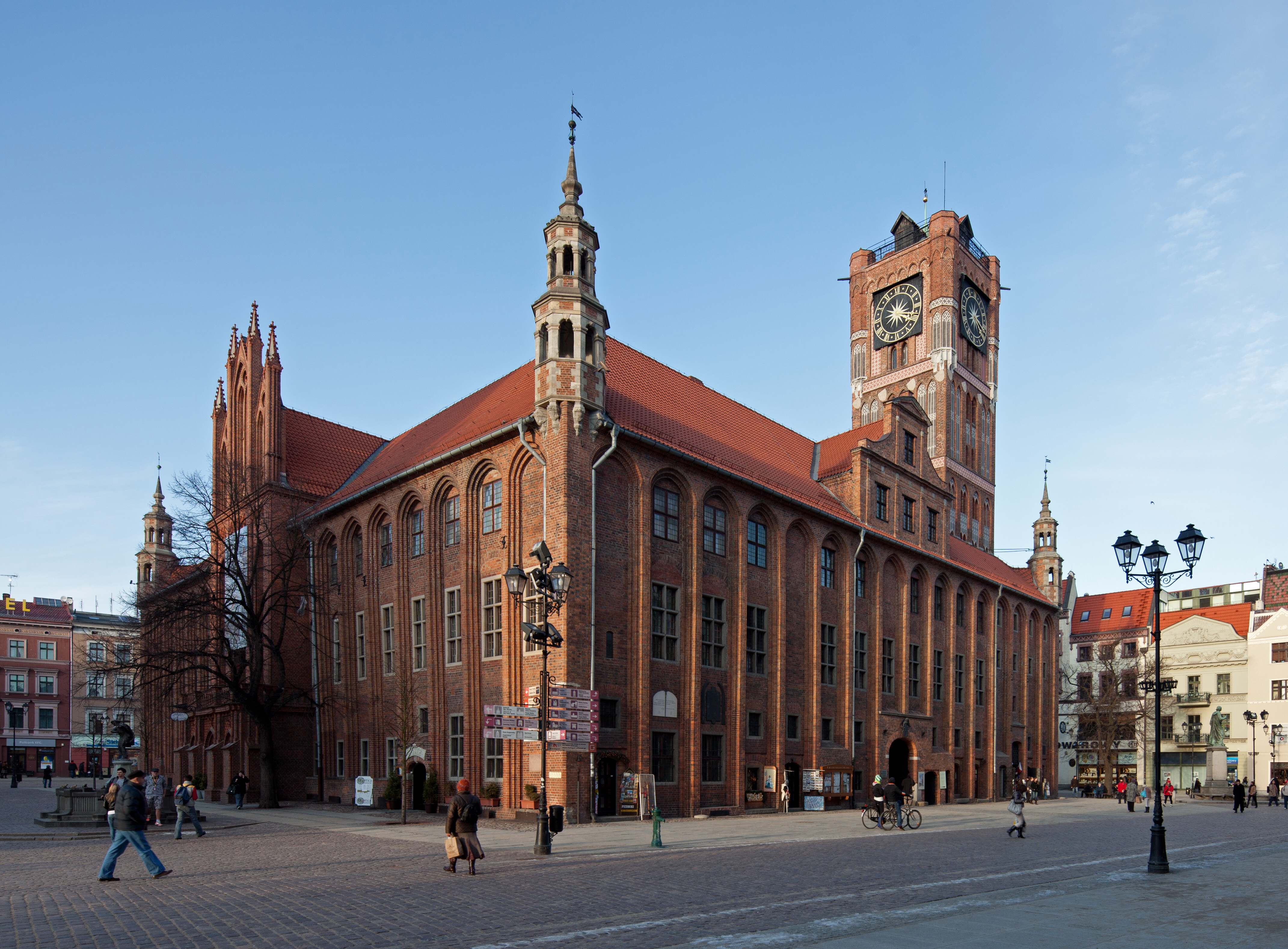
A toruńi városháza.

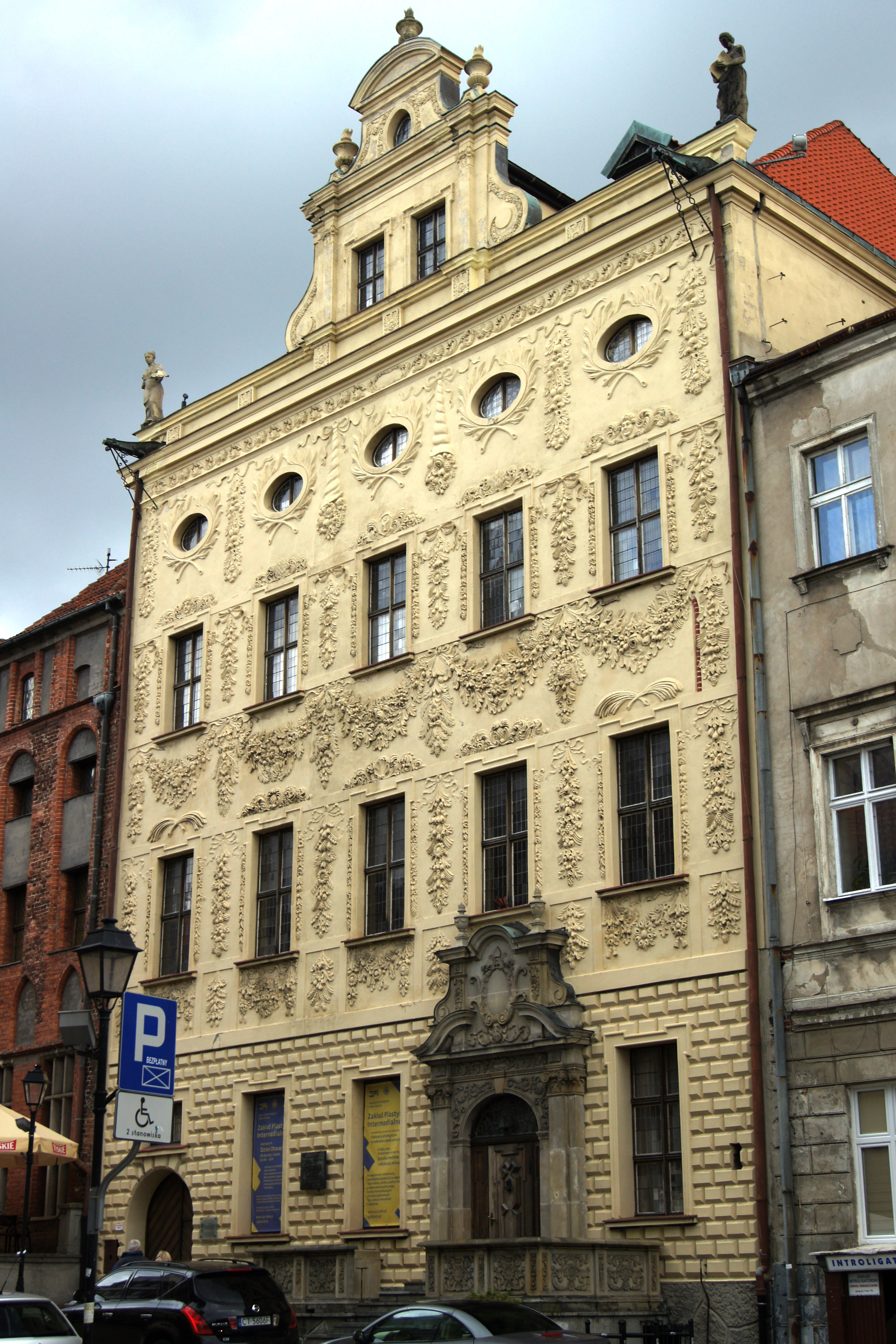
A Dabski-palota Toruńban.

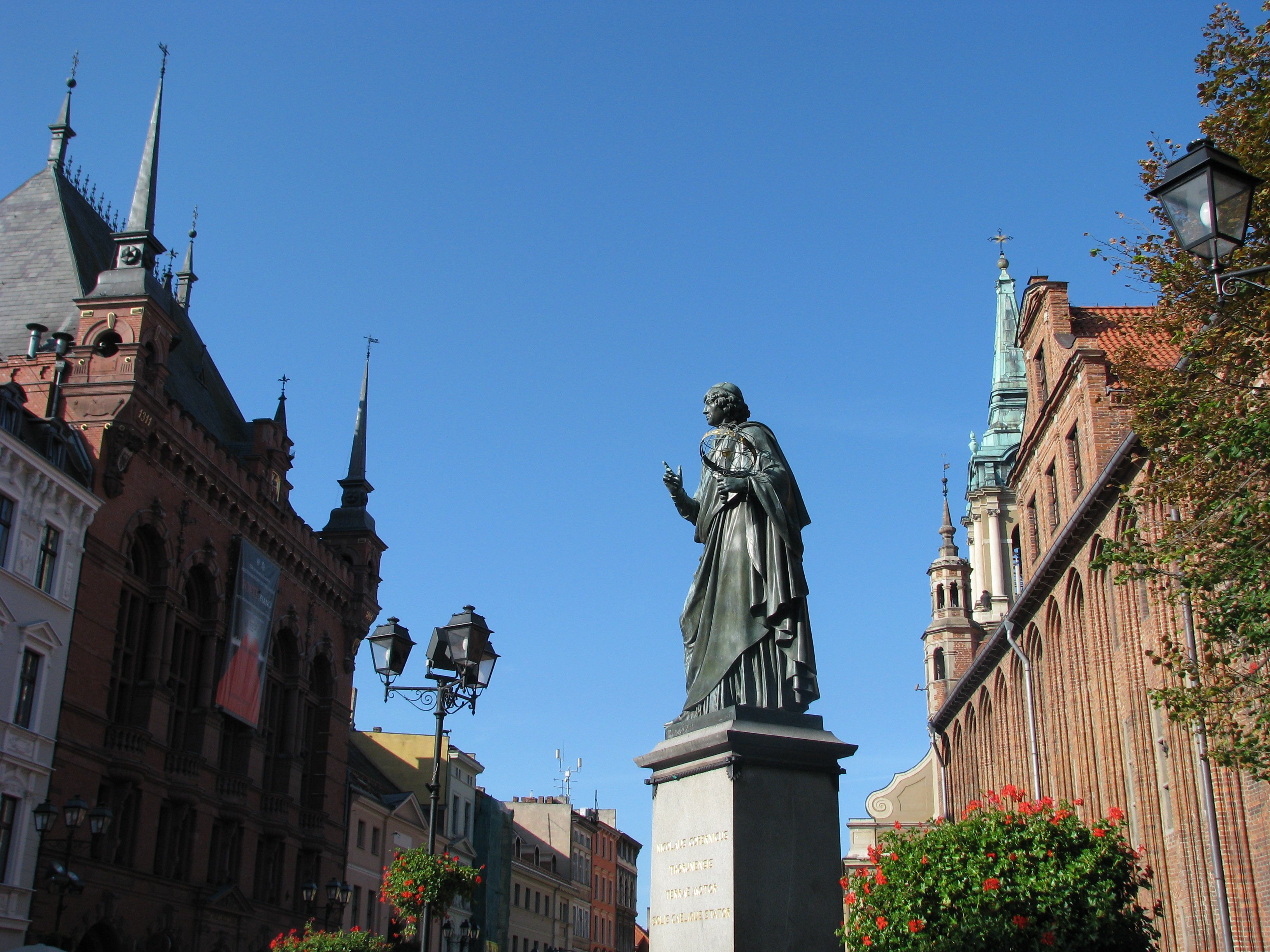
Kopernikusz toruńi szobra

- Szent János székesegyház, épült a 14. században, a 15. században bővítették.
- Szűz Mária templom, korábban a ferenceseké, épült a 14. században.
- Szent Jakab templom , épült a 14. században
- Régi városháza, 1274-ben kezdték építeni, 1391 és 1399 között újjáépítették és bővítették
- Városi erődrendszer, a 13. században kezdték építeni, a 14. és 15. században bővítették,  ezt nagyrészt a 19. században bontották le, amikor részben újjáépítették, a Visztula felőli oldalon új kapukat és tornyokat építettek hozzá.
- A városban számos gótikus, barokk és reneszánsz ház áll, többek közt Kopernikusz állítólagos háza a 15. századból.
- A német lovagok várának romjai a 13. századból, 1454-ben a városi polgárok rombolták le.

## Híres toruńiak
- Leszek Balcerowicz, politikus, a Lengyel Nemzeti Bank elnöke.
- Bogusław Linda, színművész.
- Władysław Dziewulski, csillagász, matematikus.
- Tony Halik, utazó, felfedező.
- Kopernikusz, csillagász, a heliocentrikus világrendszer megalkotója.
- Maciej Konacki csillagász.
- Kazimierz Serocki, zeneszerző.
- Józef Stogowski, jégkorongozó, háromszoros olimpikon.
- Grażyna Szapołowska, színművésznő.
- Aleksander Wolszczan, csillagász, az első Naprendszeren kívüli bolygó felfedezője.

## Média
- Radio Maryja
- Radio Gra
- Radio Toruń
- Radio Eska
- Radio Sfera
- TVK Toruń

## Oktatás és tudomány
- Uniwersytet Mikołaja Kopernika
- Wyższa Szkoła Kultury Społecznej i Medialnej w Toruniu

## Testvérvárosok
- Philadelphia, Egyesült Államok 1976
- Göttingen, Németország 1978
- Leiden, Hollandia 1988
- Hämeenlinna, Finnország 1989
- Kalinyingrád, Oroszország 1995
- Csaca, Szlovákia 1996
- Swindon, Anglia 2003
- Kujlin, Kína 2005